# Воспитание Газорпазорпа
«Воспитание Газорпазорпа» (англ. Raising Gazorpazorp) — седьмой эпизод первого сезона американского мультсериала «Рик и Морти». Сценарий к эпизоду написали Эрик Акоста и Уэйд Рэндольф, а режиссёром выступил Джефф Майерс.
Название эпизода отсылает к телесериалу «Воспитывая Хоуп».
Премьера эпизода состоялась 10 марта 2014 года в блоке Adult Swim на Cartoon Network. Эпизод посмотрели около 1,8 миллиона зрителей во время выхода в эфир.

## Сюжет
В космическом ломбарде Рик покупает Морти секс-робота. Вскоре после этого робот зачинает инопланетного гибридного ребёнка Морти, которого он называет Морти-младшим. Рик и Саммер отправляются на планету происхождения секс-роботов, Газорпазорп, чтобы найти более подходящих родителей для Морти-младшего. На планете Рик и Саммер узнают, что самцы этого вида взрослеют за считанные дни и по своей природе чрезвычайно агрессивны. Женщины-газорпазорпианки арестовывают Рика из-за его открытого женоненавистничества и угрожают казнить и его, и Саммер, пока Саммер не обнаруживает, что её модный топ был сделан мужчиной, убеждая всех отпустить их на свободу.
Между тем, быстрое взросление Морти-младшего заставляет Морти пытаться воспитать его. Опасаясь своих агрессивных инстинктов, Морти держит Морти-младшего дома, говоря ему, что воздух снаружи ядовит. Однако изоляция заставляет Морти-младшего восстать. Когда он понимает, что Морти солгал ему по поводу воздуха, он вступает в бой с Морти, пока не прибывает Рик и не готовится убить Морти-младшего. Морти встаёт на пути Рика, говоря ему, что он всё ещё любит Морти-младшего. Морти-младший решает уехать и жить самостоятельно, направляя свою агрессию в творческое искусство.
В сцене после титров Морти-младший идёт на ток-шоу, чтобы рассказать о написанной им книге под названием «Мой (ужасный) отец», которая стала очень успешной.

## Отзывы
Кори Плант из Inverse, заявил что «трудно переварить или интерпретировать „Воспитание Газорпазорпа“, потому что, как это часто бывает, Рик и Морти быстро отбрасывают в сторону убедительную точку входа для острых социальных комментариев, чтобы перейти к следующей шутке» и «Это могло быть действительно крутым поворотным моментом, когда шоу демонстрирует, как тупые, шовинистические ожидания Рика подрываются зрелым, изощрённым обществом. Вместо этого они все тупые и простые».
Зак Хэндлен из The A.V. Club дал эпизоду оценку A-, заявив, что «каким бы увлекательным ни был сюжет, это удивительно уравновешенный взгляд на проблемы, с которыми сталкивается каждый, кто пытается воспитать ребенка. Бет и Джерри дают Морти советы о том, что ему следует делать, но это противоречиво, и как только что-то пойдёт не так, вина ложится на плечи Морти. Независимо от того, насколько хороши его намерения, бедный ребёнок в конечном итоге лжёт Морти-младшему». Джо Матар из Den of Geek похвалил уникальность эпизода, сказав: «Одна забавная вещь, которую делает „Воспитание Газорпазорпа“ — это меняет роли Морти и его сестры Саммер. Морти — тот, кто должен оставаться дома и делать, ммм, „нормальный“ комедийный сюжет, в то время как Саммер путешествует по планете с Риком».